# Macrosteles cyane
Macrosteles cyane är en insektsart som beskrevs av Karl Henrik Boheman 1845. I den svenska databasen Dyntaxa används istället namnet Erotettix cyane. Enligt Catalogue of Life ingår Macrosteles cyane i släktet Macrosteles och familjen dvärgstritar, men enligt Dyntaxa är tillhörigheten istället släktet Erotettix och familjen dvärgstritar. Arten är reproducerande i Sverige. Inga underarter finns listade i Catalogue of Life.